# Домашний чемпионат Великобритании 1933/1934
Домашний чемпионат Великобритании 1933/34 (англ. 1933–34 British Home Championship) — сорок шестой розыгрыш Домашнего чемпионата, футбольного турнира с участием сборных четырёх стран Великобритании (Англии, Шотландии, Уэльса и Ирландии). Победу в турнире одержала сборная Уэльса.
Турнир начался в сентябре 1933 года, когда Шотландия в Глазго уступила Ирландии со счётом 1:2. В октябре Уэльс в Кардиффе обыграл Шотландию со счётом 3:2, а Ирландия в Белфасте проиграла со счётом 0:3. В ноябре ирландцы в Белфасте сыграли вничью с валлийцами (1:1), а затем Англия уступила Уэльсу в Ньюкасл-апон-Тайне со счётом 1:2. В апреле 1934 года сборная Англии разгромила шотландцев на «Уэмбли», но из-за поражения от валлийцев смогла занять лишь второе место.

## Турнирная таблица
| Поз | Команда   | И | В | Н | П | МЗ | МП | РМ | О |
| --- | --------- | - | - | - | - | -- | -- | -- | - |
| 1   | Уэльс (Ч) | 3 | 2 | 1 | 0 | 6  | 4  | +2 | 5 |
| 2   | Англия    | 3 | 2 | 0 | 1 | 7  | 2  | +5 | 4 |
| 3   | Ирландия  | 3 | 1 | 1 | 1 | 3  | 5  | −2 | 3 |
| 4   | Шотландия | 3 | 0 | 0 | 3 | 3  | 8  | −5 | 0 |

## Результаты матчей
| Шотландия   | 1:2     | Ирландия      |
| ----------- | ------- | ------------- |
| Макфейл 84′ | (отчёт) | Мартин 8′ 13′ |

| Уэльс                                 | 3:2     | Шотландия                    |
| ------------------------------------- | ------- | ---------------------------- |
| - Эванс 25′ - Роббинс 35′ - Астли 57′ | (отчёт) | - Макфадьен 75′ - Данкан 80′ |

| Ирландия | 0:3     | Англия                                  |
| -------- | ------- | --------------------------------------- |
|          | (отчёт) | - Брук 30′ - Гросвенор 51′ - Бауэрс 60′ |

| Ирландия  | 1:1     | Уэльс     |
| --------- | ------- | --------- |
| Джонс 59′ | (отчёт) | Гловер 4′ |

| Англия   | 1:2     | Уэльс                   |
| -------- | ------- | ----------------------- |
| Брук 59′ | (отчёт) | - Миллз 21′ - Астли 82′ |

| Англия                               | 3:0     | Шотландия |
| ------------------------------------ | ------- | --------- |
| - Бастин 43′ - Брук 70′ - Бауэрс 85′ | (отчёт) |           |

## Победитель
| Победитель Домашнего чемпионата 1933/34 |
| Уэльс Шестой титул                      |

## Бомбардиры
- 3 гола
  -  Эрик Брук

- 2 гола
  -  Джек Бауэрс
  -  Дейви «Бой» Мартин[англ.]
  -  Дей Астли[англ.]